# SM U-4 (1908)
SM U-4 lub U-IV – okręt podwodny typu U-3, zbudowany dla Austro-Węgierskiej Marynarki Wojennej, w której służył przed i w czasie I wojny światowej. U-4 został zbudowany przez stocznię Germaniawerft w Kilonii w ramach porównawczej oceny projektów obcych okrętów podwodnych.
Budowę okrętu zaakceptowano w 1906 roku, a zaczęła się ona w marcu roku 1907. U-4 został zwodowany w sierpniu 1908 roku i przyholowany z Kilonii do Puli w styczniu 1909 roku. Podwójny kadłub sztywny miał 42 metry długości, a wyporność wynosiła 240 ton na powierzchni i 300 ton w zanurzeniu. Konstrukcja okrętu powodowała kłopoty z zanurzaniem, ale zostały one złagodzone poprzez modyfikacje kiosku i sterów głębokości w pierwszych latach służby. Pierwotnie uzbrojenie składało się z dwóch wyrzutni torpedowych z zapasem trzech torped, ale w 1915 roku dodane zostało działo pokładowe.
U-4 został wprowadzony do służby w Austro-Węgierskiej Marynarce Wojennej we wrześniu 1909 roku i do rozpoczęcia I wojny światowej służył jako jednostka szkolna, czasami wykonując nawet 10 rejsów miesięcznie. Na początku wojny był jednym z czterech sprawnych austro-węgierskich okrętów podwodnych. W czasie pierwszego roku wojny U-4 przeprowadził kilka nieudanych ataków na okręty wojenne i zdobył kilka mniejszych statków na prawie pryzu. W lipcu 1915 roku odniósł swój największy sukces, torpedując i zatapiając włoski krążownik pancerny „Giuseppe Garibaldi”, największy okręt trafiony przez niego w czasie wojny.
W połowie maja 1917 roku U-4 wziął udział w rajdzie na siły blokujące Cieśninę Otranto, który zapoczątkował bitwę w tej cieśninie. W oddzielnej akcji w tym samym miesiącu zatopił swój drugi co do wielkości statek, włoski transportowiec wojska „Perseo”. Jego ostatni sukces przyszedł w lipcu 1917 roku, kiedy zatopił francuski holownik. Łącznie U-4 zatopił lub zdobył 15 statków o łącznym tonażu 14 941 BRT i cztery okręty wojenne. Był najdłużej służącym okrętem podwodnym w Austro-Węgierskiej Marynarce Wojennej, został przekazany Francji w ramach reparacji wojennych i złomowany w 1920 roku.

## Projekt i budowa
U-4 został zbudowany w ramach projektu K.u.K. Kriegsmarine, przeprowadzenia badań porównawczych konstrukcji zagranicznych okrętów podwodnych. W konkursie wzięły udział projekty Simona Lake'a, Germaniawerft i Johna Hollanda. Dowództwo marynarki austro-węgierskiej zamówiło budowę U-4 (oraz jego bliźniaczego okrętu U-3) w stoczni Germaniawerft w Kilonii w 1906 roku. Stępka pod okręt została położona 12 marca 1907 w doku nr 136, a wodowanie odbyło się 20 listopada 1908 roku. Po ukończeniu został przeholowany przez Gibraltar do Puli, gdzie dotarł 19 kwietnia 1909 roku.

## Konstrukcja
U-4 był ulepszoną wersją projektu Germaniawerft pierwszego U-Boota Kaiserliche Marine, SM U-1, i posiadał podwójny kadłub sztywny z wewnętrznymi zbiornikami balastowymi. Dzięki szczegółowym testom z użyciem modelów okrętu, niemieckim inżynierom udało się ulepszyć konstrukcję kadłuba.
Okręt miał 42,3 metra długości, 4,3 metra szerokości i 3,81 metra zanurzenia. Wyporność na powierzchni wynosiła 240 ton, zaś w zanurzeniu 300 ton. Załoga składała się z 21 oficerów i marynarzy. Okręt napędzany był na powierzchni przez dwa 4-cylindrowe, dwusuwowe silniki naftowe o łącznej mocy 600 KM, zaś pod wodą poruszały się dzięki dwóm silnikom elektrycznym o łącznej mocy 320 KM. Poruszający dwoma śrubami układ napędowy zapewniał prędkość 12 węzłów na powierzchni i 8,5 węzła w zanurzeniu. Zasięg wynosił 1200 Mm przy prędkości 12 węzłów na powierzchni i 40 Mm przy prędkości 3 węzłów pod wodą. U-4 został wyposażony w dwie wyrzutnie torpedowe na dziobie i mógł przenosić łącznie trzy torpedy. W kwietniu 1915 został zmodyfikowany do przenoszenia dodatkowych czterech torped.

## Służba

### Czas pokoju
Po przybyciu do Puli w kwietniu 1909 roku, 29 sierpnia okręt został wprowadzony do służby w Austro-Węgierskiej Marynarce Wojennej jako SM U-4. W czasie testów porównawczych okazało się, że okręt ma problemy z zanurzaniem i sterowaniem. By przeciwdziałać tym problemom, kilka razy zmieniono kształt i wielkość kiosków, usunięto przednie stery głębokości oraz dodano nieruchomą płetwę rufową. Pomiędzy 1910 a 1914 rokiem okręt służył jako jednostka szkolna i odbywał nawet do 10 rejsów miesięcznie.

### I wojna światowa

#### 1914–1916
Na początku wojny U-4 był jednym z czterech sprawnych austro-węgierskich okrętów podwodnych. 27 września 1914 roku okręt rozpoczął działania rozpoznawcze z bazy w Kotorze pod dowództwem Linienschiffsleutnanta Hermanna Jüstela. 17 października U-4 zaatakował krążownik „Waldeck-Rousseau”, ale francuski okręt zdołał uciec, nie zostając trafionym. 23 października nieskutecznie atakował francuski okręt podwodny. 28 listopada U-4 zdobył jako pryz 13-tonowy albański żaglowiec „Fiore del Mar” z ładunkiem cukru u wybrzeży Czarnogóry. W następnym miesiącu U-4 otrzymał swój pierwszy zestaw radiokomunikacyjny. Między 15 a 17 stycznia 1915 odbył pierwszy dalszy patrol, w rejon wyspy Fano w Cieśninie Otranto, udowadniając możliwość operowania w dalszej odległości od baz.
Następnym sukcesem U-4 było zajęcie trzech czarnogórskich łodzi 19 lutego 1915 roku. Rudolf Singule, który stał się najskuteczniejszym dowódcą okrętu, objął dowództwo w kwietniu 1915 roku. Mniej więcej w tym samym czasie okręt został wyposażony w szybkostrzelne działo pokładowe kal. 37 mm. 24 maja w Zatoce Drińskiej U-4 nieskutecznie zaatakował włoski krążownik typu Lombardia. 9 czerwca załoga okrętu wykryła brytyjski krążownik „Dublin” eskortujący konwój wzdłuż wybrzeża Czarnogóry. Pomimo osłony sześciu niszczycieli, U-4 był w stanie storpedować brytyjską jednostkę w pobliżu San Giovanni de Medua. W wyniku ataku na „Dublinie” zginęło 12 marynarzy (inne dane: 13), ale uszkodzony krążownik zdołał dotrzeć bezpiecznie o własnych siłach do Brindisi. 2 lipca 1915 U-4 odnalazł i uratował załogę łodzi latającej L 43, której zepsuł się silnik podczas powrotu z bombardowania Brindisi.
18 lipca U-4 natknął się na kilka włoskich okrętów ostrzeliwujących instalacje kolejowe w Dubrowniku. Singule wybrał na cel krążownik pancerny „Giuseppe Garibaldi” i rozkazał wystrzelić torpedy. „Giuseppe Garibaldi”, o wyporności 7234 ton, największy okręt zatopiony przez U-4, zatonął z 53 marynarzami; 525 przeżyło. Zatopienie krążownika zmieniło sytuację strategiczną na Adriatyku, gdyż Włosi zaprzestali rajdów przeciw wybrzeżu dalmatyńskiemu i zaczęli trzymać swoje większe okręty w bazach. Kpt. Singule stał się popularnym bohaterem i został odznaczony Krzyżem Rycerskim Orderu Marii Teresy. 14 sierpnia U-4 został wysłany na poszukiwania swojego siostrzanego okrętu U-3, który jednak został zatopiony 13 sierpnia przez francuski niszczyciel „Bisson”. Następnie U-4 był remontowany w Puli do początku listopada. W listopadzie U-4 przeprowadził nieudany atak na brytyjski krążownik typu Topaze (Gem) (wg innych źródeł, 4 grudnia). W tym czasie okręt był używany do transportu agentów, broni i pieniędzy do Albanii. Na początku grudnia U-4 zabrał 8 agentów austriackich z Albanii i podczas tej akcji zdobył 9 grudnia dwa małe albańskie żaglowce w Zatoce Drińskiej; 10-tonowy „Papagallo” został zatopiony ładunkiem wybuchowym, a „Godavje” przejęty jako pryz i doprowadzony do Kotoru. Później tego samego miesiąca na U-4 zainstalowano nowe peryskopy i żyrokompas. 3 stycznia 1916 roku, operując w pobliżu Zatoki Drińskiej, Austriacy przejęli albański żaglowiec „Halil” i zatopili dwa mniejsze żaglowce.
2 lutego U-4 zatopił francuski pomocniczy patrolowiec „Jean Bart II” o pojemności 475 BRT, około 11 km na południowy zachód od przylądka Laghi, w pobliżu Durazzo. Pięć dni później przeprowadził nieudany atak na brytyjski krążownik typu Birmingham. 26 i 27 marca okręt brał udział w poszukiwaniu zaginionego okrętu podwodnego SM U-24. Trzy dni później U-4 zatopił za pomocą ładunków wybuchowych brytyjski szkuner „John Pritchard Of Carnar” w pobliżu wyspy Andipaksos. W lipcu został wyposażony w nowe działo pokładowe kal. 66 mm L/26, takie samo jakie było przeznaczone dla budowanych w tym czasie okrętów podwodnych typu U-20.
2 sierpnia U-4 nie trafił torpedami we włoski krążownik typu Nino Bixio, a trzy dni później sam był celem nieudanego ataku torpedowego z wrogiego okrętu podwodnego. Tydzień później zatopił w pobliżu Brindisi włoski szkuner „Ponte Maria” i ponownie uniknął ataku nieprzyjacielskiego okrętu podwodnego. Dwa dni później, 14 sierpnia, U-4 zakończył swój pracowity miesiąc atakując brytyjski parowiec „Inverbervie” w pobliżu przylądka Nau. Około dwóch miesięcy później zatopił włoski tankowiec „Margaretha” na pozycji 40°01′00″N 17°44′00″E/40,016667 17,733333. „Margaretha”, pierwotnie „Atilla”, należący do kompanii J.M. Lennard & Sons, zatonął 13 października bez strat w ludziach.

#### 1917–1918
Na początku maja 1917 roku U-4 zatopił na Morzu Jońskim włoski parowiec „Perseo”, drugi co do wielkości zatopiony przez niego statek. Mimo że „Perseo” służył w tym czasie jako transportowiec wojska, w czasie ataku 4 maja obyło się bez ofiar. W połowie maja 1917 roku U-4 odegrał pomocniczą rolę w rajdzie na siły blokujące Cieśninę Otranto, który zapoczątkował bitwę w tej cieśninie. W nocy z 14 na 15 maja austro-węgierskie krążowniki „Helgoland”, „Saida” i „Novara” zaatakowały dryftery, które rozstawiały sieci zagrodowe, zatapiając 14, uszkadzając 5 i biorąc 72 jeńców. Niszczyciele „Csepel” i „Balaton” jednocześnie zostały wysłane, by zaatakować włoskie transportowce kursujące pomiędzy Włochami a Valoną i zatopiły włoski niszczyciel oraz kilka statków zaopatrzeniowych. U-4, rozmieszczony w pobliżu Valony, był częścią sił złożonych z trzech okrętów podwodnych, których zadaniem było przechwycenie brytyjskich i włoskich okrętów, zmierzających, by odeprzeć atak; pozostałymi jednostkami były austro-węgierski U-27 (przypisany do patrolowania akwenu od Brindisi do Kotoru) i niemiecki UC-25 (przeznaczony do postawienia pola minowego w pobliżu Brindisi). 15 maja eskadra brytyjskich krążowników oraz włoskich i francuskich niszczycieli dołączyła się do walki z austro-węgierskimi krążownikami. W czasie walki uszkodzonych zostało kilka okrętów po obu stronach. W rezultacie rajdu blokada dryfterów została przesunięta na południe i utrzymywana jedynie za dnia; ważny sukces dla Państw Centralnych. U-4 nie przeprowadził żadnych ofensywnych działań w czasie rajdu i bitwy.
30 maja w pobliżu Korfu U-4 zatopił francuski statek pasażerski SS „Italia”, który był używany przez francuską marynarkę jako statek abordażowy. 19 czerwca okręt uzyskał potrójne zwycięstwo, zatapiając w pobliżu Tarentu francuskie parowce „Edouarde Corbière” i „Cefira” oraz grecki statek „Kerkyra”. 12 lipca U-4 zatopił swoją ostatnią ofiarę, francuski holownik „Berthilde” w pobliżu przylądka Stilo. We wrześniu okręt otrzymał nowe nadburcie na kiosku.
U-4 zawinął do Puli po raz ostatni 1 listopada 1918 roku i pozostał tam już do końca wojny. Został przekazany Francji w ramach reparacji wojennych i złomowany w 1920 roku. U-4 był najdłużej służącym okrętem podwodnym w Austro-Węgierskiej Marynarce Wojennej. W czasie swojej służby zatopił lub zdobył 15 statków o łącznym tonażu 14 941 BRT i cztery okręty o łącznej wyporności 7345 ton. Ponadto uszkodził jeden statek o tonażu 3498 BRT i dwa okręty o łącznej wyporności 5437 ton.

## Dowódcy
Na podstawie: WWI U-Boats: k.u.k. U4
- Lothar Leschanowsky (sierpień – wrzesień 1910, kwiecień – wrzesień 1911)
- Rudolf Singule (wrzesień 1912 – lipiec 1913)
- Hermann Jüstel (lipiec 1913 – kwiecień 1915)
- Edgar Wolf (kwiecień 1915)
- Rudolf Singule (kwiecień 1915 – listopad 1917)
- Franz Rzemenowsky von Trautenegg (listopad 1917 – listopad 1918)